# Kupula (Simpang Tiga)
Kupula is een bestuurslaag in het regentschap Pidie van de provincie Atjeh, Indonesië. Kupula telt 353 inwoners (volkstelling 2010).